# Terremoto de Haiyuan de 1920
El terremoto de Haiyuan de 1920 ocurrió el 16 de diciembre de 1920 en el condado de Haiyuan, provincia de Ningxia, República de China a las 19:05 hora local. También se le llamó el terremoto de Gansu de 1920 porque Ningxia era parte de la provincia de Gansu cuando ocurrió el terremoto. Causó destrucción en el área de Lijunbu-Haiyuan-Ganyanchi y se le asignó la máxima intensidad en la escala de intensidad de Mercalli. Murieron entre 258.000 y 273.000 personas, lo que lo convirtió en uno de los terremotos más fatales en China, lo que a su vez lo convirtió en uno de los peores desastres en China por número de muertos.

## Terremoto
El terremoto de 8,2 golpeó a las 19:05 hora de Gansu-Sichuan y fue seguido por una serie de réplicas durante tres años.

### Daños
Más de 73.000 personas murieron en el condado de Haiyuan. Un deslizamiento de tierra sepultó la aldea de Sujiahe en el condado de Xiji. Más de 30.000 personas murieron en el condado de Guyuan. Casi todas las casas se derrumbaron en las ciudades de Longde y Huining. Se produjeron daños en siete provincias y regiones, incluidas las principales ciudades de Lanzhou, Taiyuan, Xi'an, Xining y Yinchuan. Se sintió desde el Mar Amarillo hasta la provincia de Qinghai y desde el sur de Nei Mongol hasta la provincia central de Sichuan.

### Bajas
Desde 2003, los sismólogos chinos han calculado entre 258.000 y 273.000 como el rango empíricamente verificable del número de muertos. Fuentes más antiguas sitúan las muertes en 234.000 o 235.000. De cualquier manera, es uno de los terremotos más fatales en China, lo que a su vez lo convierte en uno de los peores desastres en China por el número de muertos.
Muchos más perecieron a causa del frío: las réplicas frecuentes hicieron que los sobrevivientes temieran construir algo más que refugios temporales, y un invierno severo mató a muchos que habían sobrevivido al terremoto original.
El líder musulmán Sufi Jahriyya Hui, Ma Yuanzhang, y su hijo murieron en el terremoto cuando el techo de la mezquita en la que se encontraban se derrumbó en Zhangjiachuan.

### Efectos del suelo
Se observaron alrededor de 230 km de fallas superficiales desde Lijunbu a través de Ganyanchi hasta Jingtai. Hubo más de 50.000 deslizamientos de tierra en el área epicentral y el agrietamiento del suelo fue generalizado. Algunos ríos fueron represados; otros cambiaron de rumbo. Seiches de este terremoto se observaron en dos lagos y tres fiordos en el oeste de Noruega.

## Secuelas
El general musulmán Ma Fuxiang participó en los esfuerzos de socorro en Lanzhou durante el terremoto.